# Cliff Robertson
Clifford Parker Robertson III (n. 9 septembrie 1923, La Jolla, California, SUA – d. 10 septembrie 2011, Stony Brook⁠(d), Brookhaven⁠(d), New York, SUA) a fost un actor american de film.

## Filmografie
- 1943 Corvette K-225, : Adams (nemenționat)
- 1943 We've Never Been Licked
- 1955 Picnic, regia Joshua Logan, rol : Alan Benson
- 1956 Autumn Leaves, regia Robert Aldrich : Burt Hanson
- 1958 The Girl Most Likely (The Girl Most Likely), regia Mitchell Leisen
- 1963 Duminică la New York (Sunday in New York), regia Peter Tewksbury : Adam Tyler
- 1963  La Limita Imposibilului episodul „The Galaxy Being” – Allan Maxwell
- 1976 Bătălia de la Midway (Midway), regia Jack Smight

| An           | Film                                                                          | Rol                             | Note |  |
| ------------ | ----------------------------------------------------------------------------- | ------------------------------- | --- |  |
| 1958         | The Naked and the Dead                                                        | Lt. Robert Hearn                | |  |
| 1958         | Days of Wine and Roses                                                        | Joe Clay                        | Parte a seriei antologice Playhouse 90 |  |
| 1959         | Gidget                                                                        | The Big Kahuna                  | |  |
| 1959         | As the Sea Rages⁠(de)[traduceți]                                               | Clements                        | |  |
| 1959         | Battle of the Coral Sea                                                       | Lt. Cmdr. Jeff Conway           | |  |
| 1960         | Riverboat                                                                     | Martinus Van Der Brig           | "End of a Dream" (NBC-TV) |  |
| 1961         | The Big Show                                                                  | Josef Everard                   | |  |
| 1961         | "A Hundred Yards Over the Rim" (The Twilight Zone)                            | Christian Horn, Sr.             | |  |
| 1961         | All in a Night's Work                                                         | Warren Kingsley, Jr.            | |  |
| 1961         | Underworld U.S.A.                                                             | Tolly Devlin                    | |  |
| 1962         | The Interns                                                                   | Dr. John Paul Otis              | |  |
| 1962         | "The Dummy" (The Twilight Zone)                                               | Jerry Etherson                  | |  |
| 1963         | My Six Loves                                                                  | Reverendul Jim Larkin           | |  |
| 1963         | PT 109                                                                        | Lt. (j.g.) John F. Kennedy      | |  |
| 1963         | 1964                                                                          | 633 Squadron                    | Wing Cmdr. Roy Grant |  |
| The Best Man | 1964                                                                          | Joe Cantwell                    | |  |
| 1965         | Up from the Beach                                                             | Sgt. Edward Baxter              | |  |
| 1965         | Masquerade                                                                    | David Frazer                    | |  |
| 1965         | Love Has Many Faces                                                           | Pete Jordon                     | |  |
| 1966         | "Come Back, Shame"/"It's How You Play the Game" (Batman)                      | Shame                           | episod în două părți |  |
| 1967         | The Honey Pot                                                                 | William McFly                   | |  |
| 1968         | The Devil's Brigade                                                           | Maj. Alan Crown                 | |  |
| 1968         | "The Great Escape"/"The Great Train Robbery" (Batman)                         | Shame                           | episod în trei părți |  |
| 1968         | Charly                                                                        | Charlie Gordon                  | Academy Award for Best Actor National Board of Review Award for Best Actor Nominalizare — Golden Globe Award for Best Actor – Motion Picture Drama Nominalizare — Laurel Award for Best Male Dramatic Performance |  |
| 1970         | Too Late the Hero                                                             | Lt. (j.g.) Sam Lawson           | |  |
| 1972         | J. W. Coop                                                                    | J. W. Coop                      | |  |
| 1972         | The Great Northfield Minnesota Raid                                           | Cole Younger                    | |  |
| 1973         | The Men Who Made the Movies: Alfred Hitchcock                                 | narrator                        | |  |
| 1973         | Ace Eli and Rodger of the Skies                                               | Ace Eli Walford                 | |  |
| 1974         | Man on a Swing                                                                | Lee Tucker                      | |  |
| 1975         | Out of Season                                                                 | Joe Tanner                      | Film intrat în concurs la 25th Berlin International Film Festival |  |
| 1975         | Three Days of the Condor                                                      | J. Higgins                      | |  |
| 1976         | Shoot                                                                         | Rex                             | |  |
| 1976         | Midway                                                                        | Cmdr. Carl Jessop               | |  |
| 1976         | Obsession                                                                     | Michael Courtland               | |  |
| 1976         | Return to Earth                                                               | Buzz Aldrin                     | |  |
| 1977         | Fraternity Row                                                                | Narator                         | |  |
| 1977         | Washington: Behind Closed Doors                                               | William Martin                  | Adaptare a romanului The Company; personaj bazat pe Richard Helms |  |
| 1979         | The Little Prince Martin the Cobbler Rip Van Wynkle The Diary of Adam and Eve | Host; The pilot (Little Prince) | Package of Claymation shorts by Will Vinton |  |
| 1980         | Dominique                                                                     | David Ballard                   | |  |
| 1980         | The Pilot                                                                     | Mike Hagan                      | |  |
| 1983         | Brainstorm                                                                    | Alex Terson                     | |  |
| 1983         | Falcon Crest                                                                  | Dr. Michael Ranson              | Season 3 |  |
| 1983         | Class                                                                         | Mr. Burroughs                   | |  |
| 1983         | Star 80                                                                       | Hugh Hefner                     | |  |
| 1985         | Shaker Run                                                                    | Judd Pierson                    | |  |
| 1987         | Malone                                                                        | Charles Delaney                 | |  |
| 1987         | Ford: The Man and the Machine                                                 | Henry Ford                      | |  |
| 1990         | Dead Reckoning (TV Movie)                                                     | Daniel Barnard                  | |  |
| 1991         | Wild Hearts Can't Be Broken                                                   | Doctor Carver                   | |  |
| 1992         | Wind                                                                          | Morgan Weld                     | |  |
| 1992         | The Ghosts of '87                                                             | Host                            | |  |
| 1994         | Renaissance Man                                                               | Colonel James                   | |  |
| 1995         | Waiting for Sunset or The Sunset Boys (Pakten)                                | Ted Roth                        | |  |
| 1996         | Escape from L.A.                                                              | President                       | |  |
| 1998         | Assignment Berlin                                                             | Cliff Garret                    | |  |
| 1998         | Melting Pot                                                                   | Jack Durman                     | |  |
| 1999         | Family Tree                                                                   | Larry                           | |  |
| 2000         | Falcon Down                                                                   | Buzz Thomas                     | |  |
| 2001         | Mach 2                                                                        | Vice President Pike             | |  |
| 2002         | 13th Child                                                                    | Mr. Shroud                      | Robertson was one of the writers of this film |  |
| 2002         | Spider-Man                                                                    | Ben Parker                      | |  |
| 2004         | Spider-Man 2                                                                  | Ben Parker                      | Cameo |  |
| 2004         | Riding the Bullet                                                             | Farmer                          | |  |
| 2007         | Spider-Man 3                                                                  | Ben Parker                      | Cameo; Ultima apariție într-un film |  |